# Xanthodaphne palauensis
Xanthodaphne palauensis is een slakkensoort uit de familie van de Raphitomidae. De wetenschappelijke naam van de soort is voor het eerst geldig gepubliceerd in 1988 door Sysoev.